# Suiza en los Juegos Olímpicos de la Juventud 2018
Suiza compitió en los Juegos Olímpicos de la Juventud 2018 en Buenos Aires, Argentina desde el 6 de octubre al 18 de octubre de 2018.

## Medallas
|       | Medalla de oro | Medalla de plata | Medalla de bronce | Total |
| ----- | -------------- | ---------------- | ----------------- | ----- |
| TOTAL | 0              | 1                | 2                 | 3     |

## Medallistas
El equipo olímpico suizo obtuvo las siguientes medallas:
| Nombre                      | Deporte  | Competición            |
| --------------------------- | -------- | ---------------------- |
| Oro                         |          |                        |
| Plata                       |          |                        |
| Kevin Schunck Zoe Claessens | Ciclismo | BMX - Carrera Mixta X  |
| Bronce                      |          |                        |
| Jason Solari                | Tiro     | Pistola de Aire 10 m M |
| Anja Weber                  | Triatlón | Individual F           |

- Datos: Q48609788
- Multimedia: Switzerland at the 2018 Summer Youth Olympics / Q48609788